# Aksakovo (obchtina)
Pour les articles homonymes, voir Aksakovo.
La commune d'Aksakovo (en bulgare Община Аксаково - Obchtina Aksakovo) est située dans le nord-est de la Bulgarie.

## Géographie
La commune de Aksakovo est située dans le nord-est de la Bulgarie. Son chef lieu est la ville d'Aksakovo et elle fait partie de la région de Varna.

## Administration

### Structure administrative
La commune compte 13 lieux habités :
| - ville d'Aksakovo - ville d'Ignatiévo - village de Botévo - village de Dobrogléd - village de Dolichté - village de Général Kantardjiévo - village d'Izvorsko - village de Kitchévo - village de Klimentovo - village de Koumanovo - village de Kroumovo - village de Lyoubéen Karavélovo | - village de Novakovo - village d'Oréchak - village d'Ossénovo - village de Pripék - village de Radévo - village de Slantchévo - village de Vaglén - village de Voditsa - village de Yarébitchna - village de Zasmyano - village de Zornitsa |

## Galerie

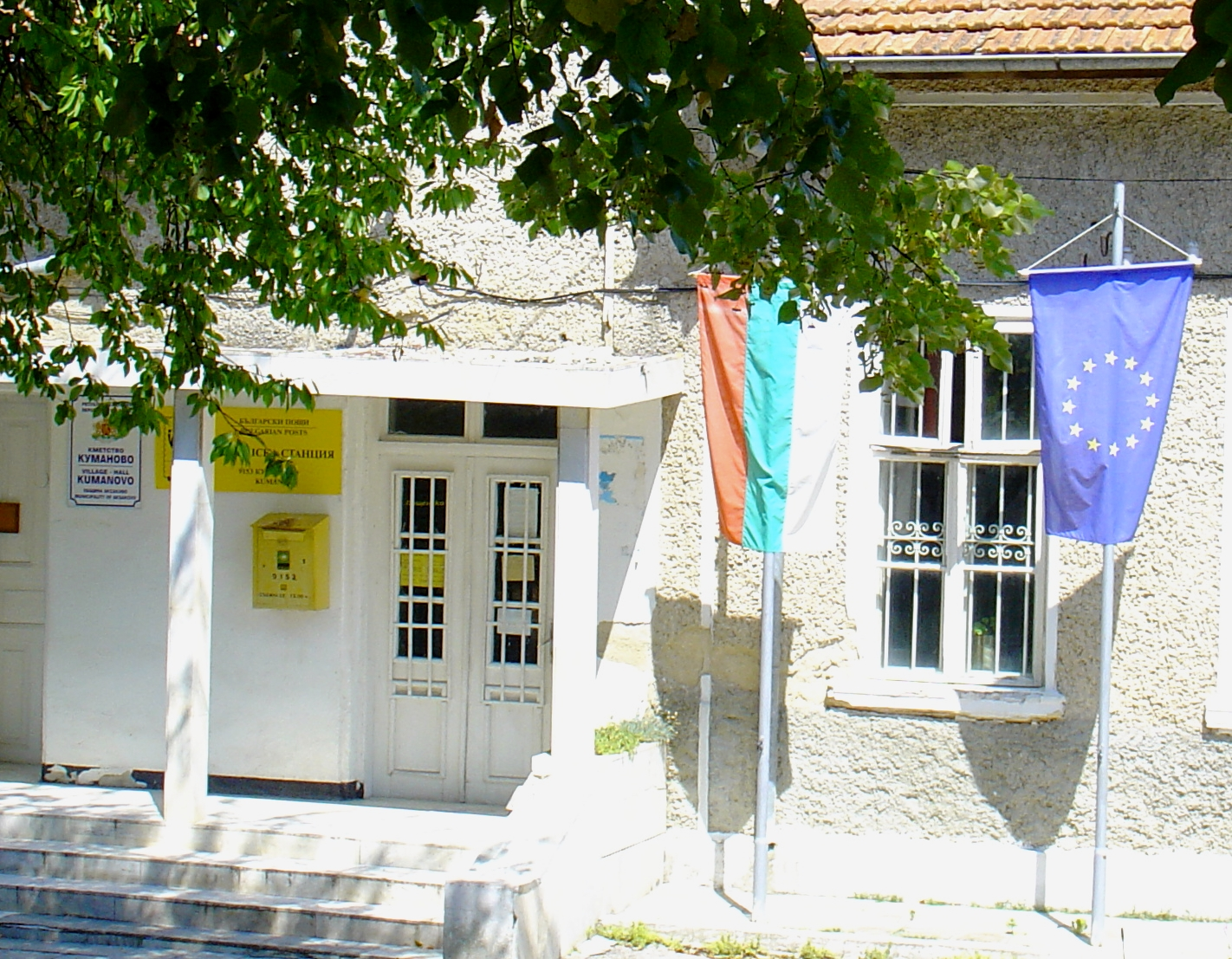
La mairie de Koumanovo